# Национальный олимпийский комитет Мозамбика
Национальный олимпийский комитет Мозамбика (фр. Comité national olympique du Mozambique) — организация, представляющая Мозамбик в международном олимпийском движении. Основан и зарегистрирован в МОК в 1979 году.
Штаб-квартира расположена в Мапуту. Является членом Международного олимпийского комитета, Ассоциации национальных олимпийских комитетов Африки и других международных спортивных организаций. Осуществляет деятельность по развитию спорта в Мозамбике.